# Praia Grande (Fundão)
Praia Grande é um distrito do município de Fundão, estado do Espírito Santo, de população de 5.349 habitantes. Praia Grande também é o nome de bairro localizado nesse distrito.